# Titularbistum Chalcis in Graecia
Das Bistum Chalcis in Graecia (lateinisch Dioecesis Chalcidensis in Graecia, italienisch diocesi di Calcide di Grecia) ist ein Titularbistum der römisch-katholischen Kirche. 
Es geht zurück auf ein früheres Bistum der antiken Stadt Chalcis auf der griechischen Insel Euböa, das der Kirchenprovinz Athen zugeordnet war.
| Titularbischöfe von Chalcis in Graecia |                                                         |                                                                          |                   |                   |
| Nr.                                    | Name                                                    | Amt                                                                      | von               | bis               |
| 1                                      | Henri-Victor Altmayer OP Titularerzbischof pro hac vice | Koadjutorerzbischof von Bagdad und Apostolischer Delegat                 | 4. April 1884     | 24. November 1887 |
| 2                                      | Pietro Facciotti Titularerzbischof pro hac vice         | emeritierter Bischof von Ferentino (Italien)                             | 19. April 1897    | 20. April 1913    |
| 3                                      | Carlo Pietropaoli Titularerzbischof pro hac vice        | emeritierter Bischof von Trivento (Italien)                              | 29. April 1913    | 29. Juni 1922     |
| 4                                      | Johannes Olav Fallize Titularerzbischof pro hac vice    | emeritierter Apostolischer Vikar von Norwegen und Spitzbergen (Norwegen) | 9. Oktober 1922   | 23. Oktober 1933  |
| 5                                      | Gallus Steiger OSB (Bernhard Steiger)                   | Abt von Lindi (Tanganjika)                                               | 11. Dezember 1933 | 26. November 1966 |